# لوئیز هاف
لوئیز هاف (انگلیسی: Louise Huff؛ ۱۴ نوامبر ۱۸۹۵ – ۲۲ اوت ۱۹۷۳) بازیگر تئاتر و سینما اهل ایالات متحده آمریکا بود..
او از خویشاوندان «جیمز ناکس پولک» (یازدهمین رئیس جمهور آمریکا) بود و کار بازیگری را، از سن ۱۵ سالگی در تئاتر آغاز نمود.

## گزیدهٔ فیلم‌شناسی
- کاپریس (۱۹۱۳)
- اسباب‌بازی سرنوشت (۱۹۱۶)
- آرزوهای بزرگ (۱۹۱۷)
- دیزرائیلی (۱۹۲۱)